# Al-Merreikh Al-Fasher
Al-Merreikh Al-Fasher es un equipo de fútbol de Sudán que juega en la Primera División de Sudán, la liga de fútbol más importante del país.

## Historia
Fue fundado en la ciudad de El-Fasher y al igual que la mayoría de equipos de Sudán nunca han sido campeones de la Primera División de Sudán ni han ganado algún título importante a nivel local en su historia. Su máximo logro ha sido el tercer lugar obtenido en la Copa Interclubes Kagame 2013, el único torneo internacional en el que han participado.
Históricamente son el 7º mejor equipo de Sudán, se ubican entre los mejores 250 equipos de África y está entre los mejores 1500 equipos del mundo.